# Santa María Tajadura
Santa María Tajadura es una localidad del municipio burgalés de Las Quintanillas, en la Comunidad Autónoma de Castilla y León (España). 
La iglesia está dedicada a La Inmaculada Concepción.

## Localidades limítrofes
Confina con las siguientes localidades:
- Al norte con Pedrosa de Río Úrbel.
- Al noreste con Marmellar de Abajo.
- Al este con Páramo del Arroyo.
- Al sureste con Villarmentero.
- Al sur con Las Quintanillas.
- Al oeste con Palacios de Benaver.

## Demografía
| Gráfica de evolución demográfica de Santa María Tajadura entre 1842 y 1960 |
| |
| Población de derecho según los censos de población del INE. Población de hecho según los censos de población del INE.Entre el censo de 1970 y el anterior, este municipio desaparece porque se integra en el municipio Las Quintanillas. |

| Gráfica de evolución demográfica de Santa María Tajadura entre 2000 y 2017 |
|                                                                            |
| Población de derecho (2000-2017) según el padrón municipal del INE         |

## Historia
Así se describe a Santa María Tajadura en el tomo XI del Diccionario geográfico-estadístico-histórico de España y sus posesiones de Ultramar, obra impulsada por Pascual Madoz a mediados del siglo XIX:

Lugar con ayuntamiento en la provincia, partido judicial, diócesis, audiencia territorial y capitanía general de Burgos (2 leguas); Situado en una vega a la orilla occidental del río Urbel, donde la combaten todos los vientos; goza de un clima frío y húmedo, y las enfermedades más comunes son catarros, dolores de costado, tabardillos y fiebres malignas. Tiene 41 casas, con la del concejo, que sirve también de cárcel; escuela de primera educación frecuentada por alumnos de ambos sexos, y dotada con 28 fanegas de grano; una iglesia (la Concepción) y un cementerio, sirviendo el culto de aquella un cura párroco y un sacristán; los vecinos se surten para beber y demás usos, de las aguas sanas y potables de una fuente y un arroyuelo que cruza la población. Confina el término N Pedrosa de Río Urbel, E Marmellar de Abajo; S Villarmentero, y O las Quintanillas. El terreno es feraz y le bañan el citado río y arroyo, fertilizando las aguas de este último las muchas huertas que hay; se ven algunos prados artificiales y en abundancia las canteras de piedra y buen yeso. Los caminos se hallan todos en mal estado y dirigen a Burgos y pueblos inmediatos. La correspondencia la reciben en esta ciudad los mismos interesados. Producciones: trigo alaga en mucha cantidad, mocho, cebada, yeros, avena, garbanzos, legumbres, lino y hortaliza; cría ganado lanar, vacuno, asnal y de cerda; caza de algunas perdices y codornices, y pesca de truchas, anguilas, barbos, cachos, bogas y cangrejos. Industria: la agrícola y algunos telares de lienzos y estopas. Población: 36 vecinos, 136 almas. Capital productivo: 673.200 reales. Imponible: 64.889. Contribución: 2.955 reales 11 maravedíes. El presupuesto municipal asciende a unos 80 reales, y se cubre por reparto vecinal.
Diccionario geográfico-estadístico-histórico de España y sus posesiones de Ultramar